# Old Tjikko

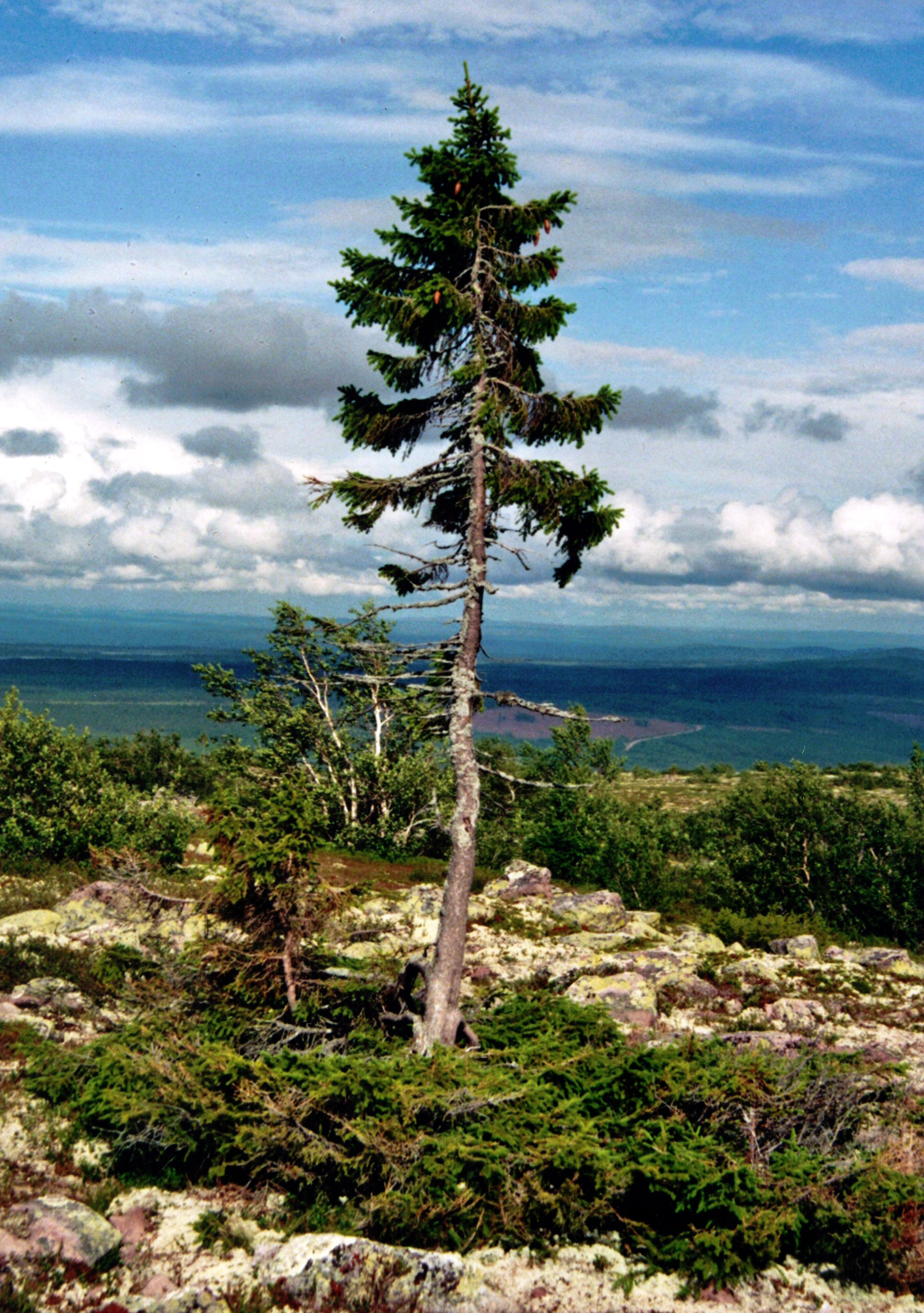
Old Tjikko

Old Tjikko ist eine 9550 Jahre alte Gemeine Fichte (Picea abies), die in den Bergen im Nationalpark Fulufjället in der schwedischen Provinz Dalarna wächst. Das Gebiet gehört zur Gemeinde Älvdalen und liegt fünf Kilometer östlich der norwegischen Grenze. Old Tjikko ist der älteste lebende individuelle Klonbaum. Es gibt aber Beispiele für noch ältere Klonkolonien. Das sind mehrere Bäume, die durch ein gemeinsames Wurzelsystem verbunden sind.
Das Alter des Baums ist mit Radiokohlenstoffdatierung des Wurzelsystems unter dem Baum ermittelt worden, nicht mit Dendrochronologie oder dem Zählen der Jahresringe. Der Stamm selbst wird nur auf ein Alter von einigen hundert Jahren geschätzt. Aber der Baum als Ganzes hat durch Absenker, also das Wurzelschlagen eines Asts, der den Grund berührt, oder durch vegetative Vermehrung, also das Nachwachsen eines neuen Stamms aus dem noch lebenden Wurzelsystem, wenn der Stamm abstirbt, sehr viel länger überlebt.
Vegetative Vermehrung ist bei vielen Pflanzen üblich, zum Beispiel beim Kreosotbusch, dessen Exemplar „King Clone“ basierend auf der Wachstumsrate auf ein Alter von annähernd 12.000 Jahren geschätzt wird. Viele andere Pflanzen nutzen diesen Mechanismus exklusiv oder in Verbindung mit geschlechtlicher Fortpflanzung, aber die Datierung oder Schätzung des Alters dieser Organismen ist ohne konkrete Hinweise, z. B. alte Wurzeln, alte Überreste, konstante Wachstumsraten, nicht möglich.

## Entdeckung und Details

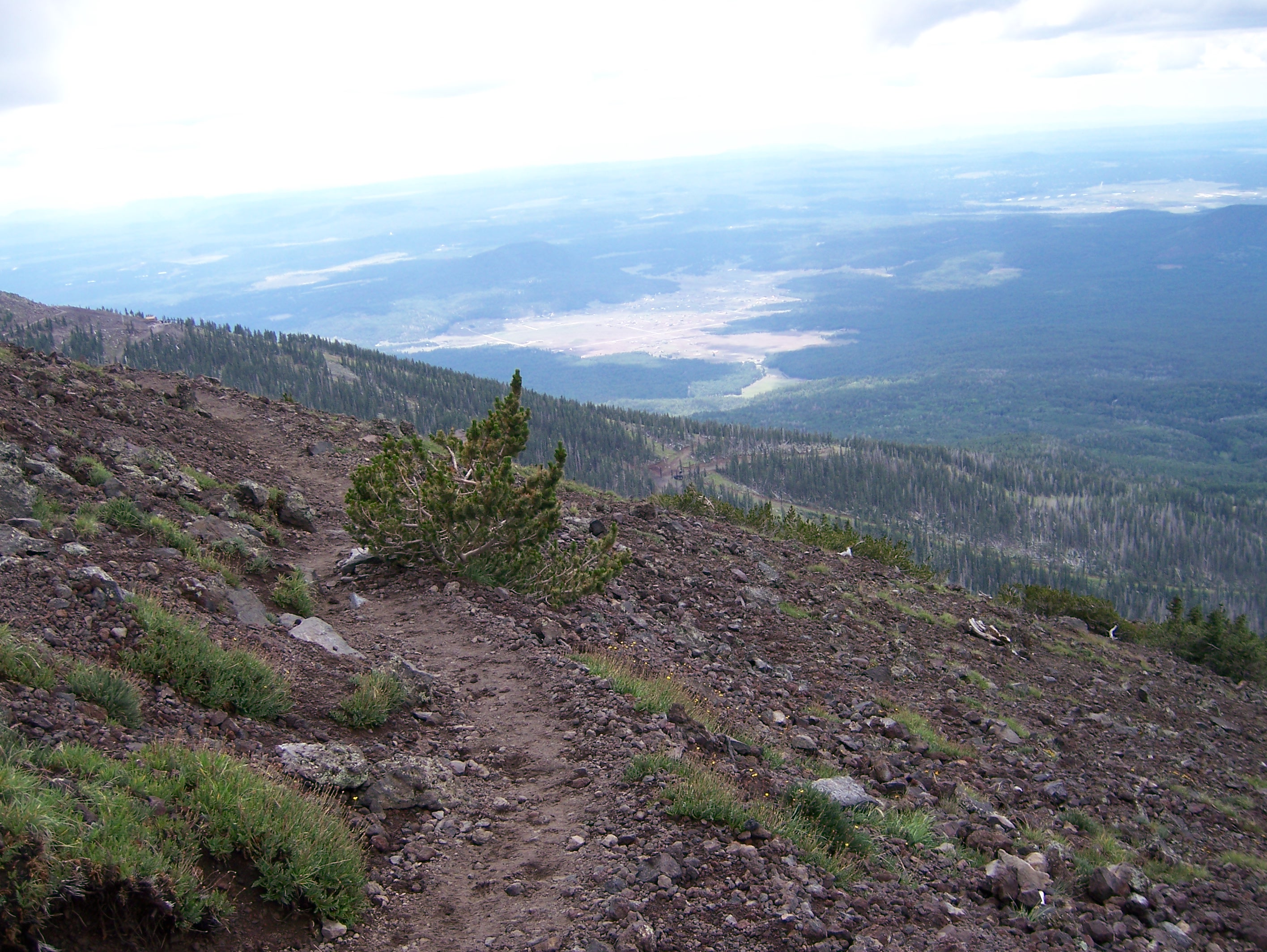
Beispiel einer Krummholz-Formation

Das Alter von Old Tjikko wird auf mindestens 9550 Jahre geschätzt, was ihn zum ältesten bekannten individuellen Klonbaum macht. Er ist 5 m hoch.
Vermutlich wuchs der Baum anfänglich als Krummholz-Formation, um den extremen Umgebungsverhältnissen zu widerstehen, in denen er wuchs. Im Zuge klimatischer Erwärmung hat sich seine Wuchsform über das letzte Jahrhundert hinweg zu einem typischen Fichten-Habitus gewandelt. Leif Kullman, ein Professor für Physische Geographie an der Universität Umeå, und Lisa Öberg haben den Baum entdeckt. Der Wachstumsspurt wird der globalen Erwärmung zugeschrieben. Der Baum wurde nach dem Hund "Tjikko" von Lisa Öberg „Old Tjikko“ genannt.
Der sichtbare Baumstamm ist noch relativ jung, aber er gehört zu einem viel älteren Wurzelsystem, dessen Entwicklung tausende von Jahren zurückreicht. Der Baum hat diese Zeit durch Klonprozesse überlebt, wie sie viele Baumarten nutzen können. Während der Baumstamm nur ungefähr 600 Jahre alt wird, bleibt das Wurzelsystem des Baums intakt und kann einen neuen Stamm bilden. Außerdem können schwere Schneemassen die unteren Äste des Baums auf den Boden drücken, wo sie Wurzeln schlagen können (sogenannte Absenker) und so überleben, um im nächsten Jahr weiter zu wachsen. Andere Bäume, wie der Küstenmammutbaum und der Riesen-Lebensbaum, sind ebenfalls dafür bekannt, sich auch durch Absenker fortzupflanzen.
Das Alter des Baumes wurde mittels Radiokohlenstoffdatierung des Wurzelsystems ermittelt. Man fand Wurzelbereiche, die 375, 5.660, 9.000 und 9.550 Jahre alt waren. Radiokohlenstoffdatierung ist nicht genau genug, um das Jahr der Keimung zu ermitteln. Aufgrund des geschätzten Alters muss es ungefähr um 7.550 v. Chr. liegen, also weit vor der Entwicklung von Schriftsystemen und der Entstehung früher Hochkulturen im Neolithikum. In der gleichen Lokalität finden sich rund 20 weitere Fichten, die alle über 8.000 Jahre alt sind.
Die Gemeine Fichte wurde lange als eine Art angesehen, die relativ spät nach Schweden gekommen ist. Theorien gingen davon aus, dass sie ungefähr vor 2000 Jahren in die Region eingewandert ist. Die Existenz deutlich älterer Fichten als Old Tjikko ist in Schweden jedoch unwahrscheinlich, weil die Gegend bis vor etwa 11.000 Jahren während des Pleistozäns vollständig vergletschert war.